# Vogel Glacier
Vogel Glacier är en glaciär i Antarktis. Den ligger i Västantarktis. Argentina, Chile och Storbritannien gör anspråk på området. Vogel Glacier ligger 579 meter över havet.
Terrängen runt Vogel Glacier är kuperad västerut, men österut är den bergig. Havet är nära Vogel Glacier åt sydväst. Trakten är glest befolkad. Närmaste befolkade plats är Almirante Brown Antarctic Base, 15,8 kilometer nordost om Vogel Glacier. 